# E᷇
Cette page contient des caractères spéciaux ou non latins. S’ils s’affichent mal (▯, ?, etc.), consultez la page d’aide Unicode.
E᷇, appelé E aigu-macron, est un graphème utilisé dans les écritures du bassa.
Il s'agit de la lettre E diacritée d'un aigu-macron.

## Représentations informatiques
Le E aigu-macron peut être représenté avec les caractères Unicode suivants :
- décomposé (latin de base, diacritiques)[1],[2] :

| formes    | représentations | chaînes de caractères | points de code | descriptions                                      |
| --------- | --------------- | --------------------- | -------------- | ------------------------------------------------- |
| capitale  | E᷇               | E◌᷇                    | U+0045 U+1DC7  | lettre majuscule latine e diacritique aigu-macron |
| minuscule | e᷇               | e◌᷇                    | U+0065 U+1DC7  | lettre minuscule latine e diacritique aigu-macron |